# Linea principale Kansai
La linea principale Kansai (関西本線?, Kansai-honsen) è una ferrovia regionale a scartamento ridotto che collega a sud Nagoya e Osaka, in Giappone. La rete è gestita dalla Central Japan Railway Company (JR Central) nella parte di Nagoya, e dalla West Japan Railway Company (JR West) nell'area di Osaka.
La sezione fra Kamo e Namba JR viene considerata parte del network metropolitano di Osaka e percorsa dai treni della linea Yamatoji, il nome della sezione. 
Nonostante il nome e la lunghezza, questa è una linea secondaria per la maggior parte senza elettrificazione e a binario semplice. La linea venne costruita negli anni '90 dell'800 dalle Ferrovie del Kansai per dare un collegamento a Osaka e Nagoya, ma la competizione con le Ferrovie Kintetsu e lo Shinkansen ne hanno sancito la relegazione a linea di interesse locale.

## Stazioni

### Sezione JR Central
- ●: Il treno ferma
- |: Il treno passa
- I treni locali fermano in tutte le stazioni

| Stazione         | Giapponese | Semi Rapido | Rapido | Rapido Mie           | Collegamenti | Location                | Location |
| ---------------- | ---------- | ----------- | ------ | -------------------- | --- | ----------------------- | -------- |
| Nagoya           | 名古屋     | ●           | ●      | ●                    | Linea Sakura-dōri Linea Higashiyama ■ Linea principale Chūō ■ Linea principale Takayama ■ Linea principale Tōkaidō ■ Tōkaidō Shinkansen ■ Linea Kintetsu Nagoya (Stazione Kintetsu) ■ Linea Meitetsu Nagoya (Stazione Meitetsu) ■ Linea Aonami (AN01) | Nakamura-ku Nagoya      | Aichi    |
| Hatta            | 八田       | \|          | \|     | \|                   | Linea Higashiyama ■ Linea Kintetsu Nagoya (Kintetsu Hatta) | Nakamura-ku Nagoya      | Aichi    |
| Haruta           | 春田       | \|          | \|     | \|                   | | Nakagawa-ku Nagoya      | Aichi    |
| Kanie            | 蟹江       | ●           | \|     | \|                   | | Kanie Distretto di Ama  | Aichi    |
| Eiwa             | 永和       | \|          | \|     | \|                   | | Aisai                   | Aichi    |
| Yatomi           | 弥富       | ●           | \|     | \|                   | Linea Meitetsu Bisai ■ Linea Kintetsu Nagoya (Kintetsu Yatomi) | Yatomi                  | Aichi    |
| Nagashima        | 長島       | \|          | \|     | \|                   | ■ Linea Kintetsu Nagoya (Kintetsu Nagashima) | Kuwana                  | Mie      |
| Kuwana           | 桑名       | ●           | ●      | ●                    | ■ Linea Kintetsu Nagoya Linea Kintetsu Yōrō Linea Sangi Hokusei (Nishi-Kuwana) | Kuwana                  | Mie      |
| Asahi            | 朝日       | ●           | \|     | \|                   | | Asahi, Distretto di Mie | Mie      |
| Tomida           | 富田       | ●           | \|     | \|                   | Linea Sangi Sangi (Kintetsu Tomida) ■ Linea Kintetsu Nagoya (Kintetsu Tomida) | Yokkaichi               | Mie      |
| Tomidahama       | 富田浜     | ●           | \|     | \|                   | | Yokkaichi               | Mie      |
| Yokkaichi        | 四日市     | ●           | ●      | ●                    | Linea JR Freight Kansai (per Shiohama) ■ Linea Kintetsu Nagoya (Kintetsu Yokkaichi) via bus | Yokkaichi               | Mie      |
| Minami-Yokkaichi | 南四日市   | ●           | ●      | \|                   | | Yokkaichi               | Mie      |
| Kawarada         | 河原田     | ●           | ●      | \|                   | Linea Ise | Yokkaichi               | Mie      |
| Kawano           | 河曲       | ●           | ●      | Ise Railway Ise Line | | Suzuka                  | Mie      |
| Kasado           | 加佐登     | ●           | ●      | Ise Railway Ise Line | | Suzuka                  | Mie      |
| Idagawa          | 井田川     | ●           | ●      | Ise Railway Ise Line | | Kameyama                | Mie      |
| Kameyama         | 亀山       | ●           | ●      | Ise Railway Ise Line | Linea principale Kisei Linea Kansai gestita dalla JR West (per Kamo e Nara) | Kameyama                | Mie      |

### Sezione JR West
| Stazione       | Giapponese | Collegamenti                                                           | Posizione              | Posizione        |
| -------------- | ---------- | ---------------------------------------------------------------------- | ---------------------- | ---------------- |
| Kameyama       | 亀山       | Linea Kansai a gestione JR Central (per Nagoya) Linea principale Kisei | Kameyama               | Mie              |
| Seki           | 関         |                                                                        | Kameyama               | Mie              |
| Kabuto         | 加太       |                                                                        | Kameyama               | Mie              |
| Tsuge          | 柘植       | Linea Kusatsu                                                          | Iga                    | Mie              |
| Shindō         | 新堂       |                                                                        | Iga                    | Mie              |
| Sanagu         | 佐那具     |                                                                        | Iga                    | Mie              |
| Iga-Ueno       | 伊賀上野   | Ferrovia Iga                                                           | Iga                    | Mie              |
| Shimagahara    | 島ヶ原     |                                                                        | Iga                    | Mie              |
| Tsukigaseguchi | 月ケ瀬口   |                                                                        | Minamiyamashiro Sōraku | Kyoto Prefecture |
| Ōkawara        | 大河原     |                                                                        | Minamiyamashiro Sōraku | Kyoto Prefecture |
| Kasagi         | 笠置       |                                                                        | Kasagi Sōraku          | Kyoto Prefecture |
| Kamo           | 加茂       | Linea Yamatoji                                                         | Kizugawa               | Kyoto Prefecture |

### Linea Yamatoji
La sezione fra Kamo e Namba JR fa parte dell'area metropolitana di Osaka e Nara, ed è nota come linea Yamatoji.